# Papp Lajos (politikus)
Papp Lajos (Tiszaroff, 1906. március 8. – Budapest, 1973. március 30.) magyar kőfaragó, politikus, újságíró, párttitkár, országgyűlési képviselő. A KIMSZ-ben is dolgozott.

## Életpályája
Az elemi iskola hat osztályát Tiszaroffon végezte el. Szobrásznak készült, de pénzügyi gondjai miatt kőfaragószakmát tanult. Egy ideig Egerben, Debrecenben és Miskolcon tevékenykedett. 1925-ben segédlevelet szerzett. 1927-ben Budapesten helyezkedett el; a Magyar Építőipari Munkások Országos Szövetségének (MÉMOSZ) és az MSZDP-nek lett a tagja. 1928-ban tagja lett az illegális KMP-nek. 1929–1930 között a KMP egyik budapesti kerületi titkára volt. 1931–1933 között a MÉMOSZ-hoz tartozó kommunista frakciót irányította. 1933–1935 között a KMP megbízásából az Egyesült Szakszervezeti Ellenzék vezetője volt. 1935-ben az építőipari sztrájk egyik szervezője volt. 1936. szeptemberében a Kommunista Internacionálé (Komintern) megbízásából Prágába ment; bekapcsolódott a KMP irányítását létrehozó ideiglenes titkárság munkájába. 1938 őszén, a müncheni egyezmény után a Komintern utasítására Párizsba utazott. 
1939 őszén megszervezte a Franciaországben élő magyarokat a német fasizmus elleni harcra. 1939-ben Tamás Aladárral együtt létrehozta a párizsi Üzenet című folyóiratot és köréje tömörítették a Párizsban élő magyar írókat, művészeket. 1943–1945 között a Magyar Szemle társszerkesztője volt. 1944. augusztus 19. és 1944. augusztus 25. között részt vett a párizsi fölkelésben. 
1945. februárjában visszajött Magyarországra. 1945 tavasza és 1946 szeptembere között az MKP központjában a tömegszervezési osztály irányítója volt. 1945. május 21.–1946. október 1. között az MKP Központi Vezetősége tagja volt. Az 1945. november 4-i nemzetgyűlési választásokon a párt országos listájáról bejutott a törvényhozásba. Az 1947. évi választásokon a Veszprém megyei listán újból mandátumot szerzett. 1946 szeptemberétől az MKP Veszprém megyei titkára lett. 1948. júniusban visszatért a fővárosba, a Közületi Ingatlanközpont vezérigazgatója lett. 
1948. november 16-ával lemondott a mandátumáról. 1949–1956 között az Építésügyi Minisztériumban dolgozott. 1956. november 4. után az MSZMP Veszprémbe küldte pártszervező munkára. 1957-ben visszakerült az Építésügyi Minisztériumba; 1968-as nyugdíjba vonulásáig a szakigazgatási főosztály vezetőjeként tevékenykedett. 1957–1973 között az MSZMP Központi Ellenőrző Bizottságának tagja, valamint az Építő-, Fa- és Építőanyag-ipari Dolgozók Szakszervezetében vezetőségi tag volt. 
1958–1973 között ismét országgyűlési képviselő lett; a Hazafias Népfront Veszprém megyei listájáról került be a törvényhozásba. 1967. március 19-én Veszprém megye 9. számú egyéni választókerületében szerzett mandátumot. 1969-ben nyugdíjba vonult.

## Családja
Szülei Papp Miklós kovácsmester és Szabó Emília voltak. 1952-ben, Budapesten házasságot kötött Róth Hedvig Ilonával.

## Művei
- Törvényen kívül (Budapest, 1973)
- Veszprém megye 1946–1947-ben (visszaemlékezés; Tanúságtevők című kötet, Budapest, 1975)

## Díjai
- Szocialista Hazáért Érdemrend
- Szabadság Érdemrend
- Munka Érdemrend